# 叡福寺北古墳

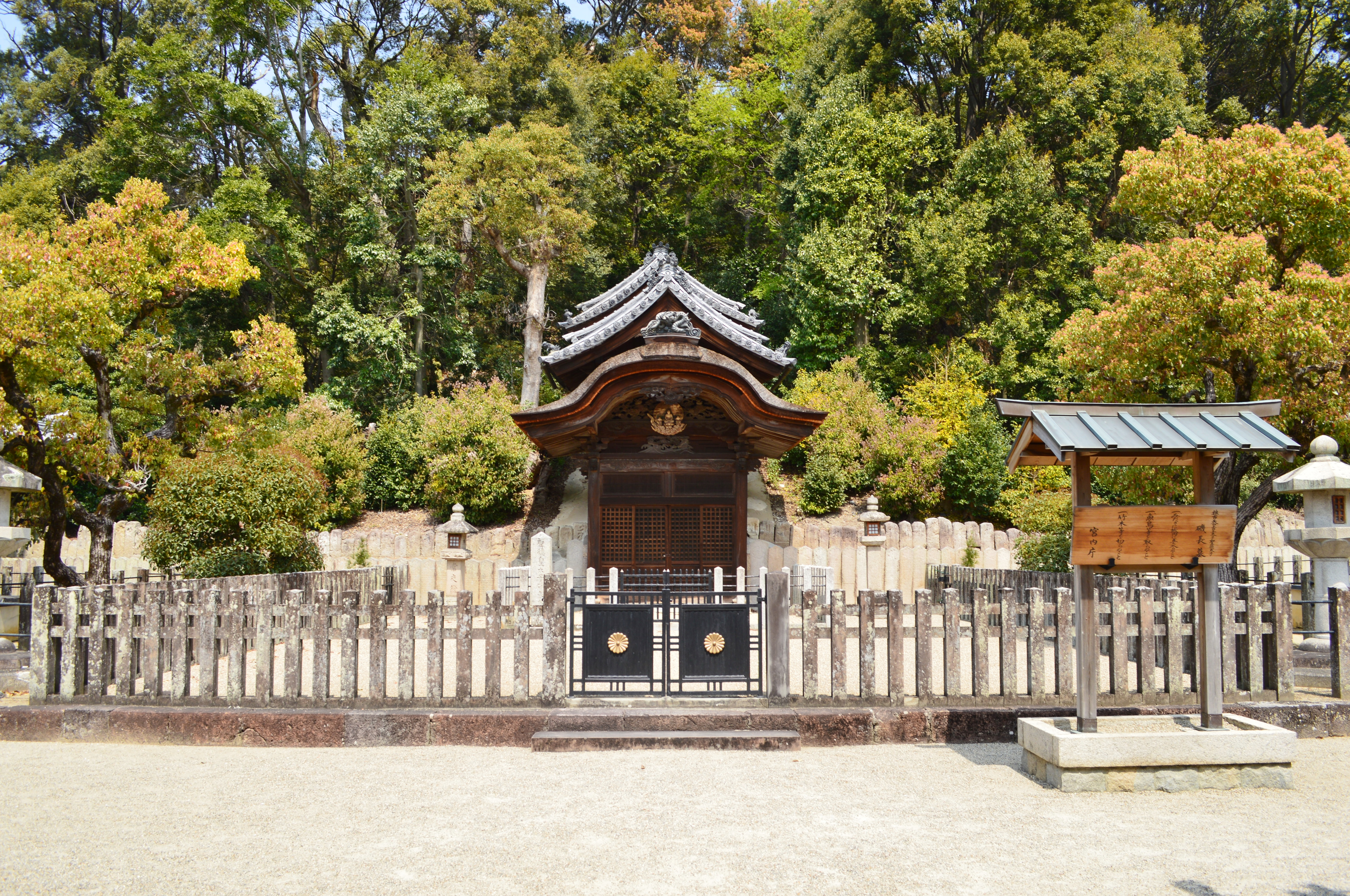
聖徳太子磯長墓 拝所

叡福寺北古墳（えいふくじきたこふん）は、大阪府南河内郡太子町太子にある古墳。形状は円墳。磯長谷古墳群を構成する古墳の1つ。
宮内庁により「磯長墓（しながのはか）」として第31代用明天皇皇子・第33代推古天皇皇太子の聖徳太子（厩戸皇子）の墓に治定されている。考古学的にも厩戸皇子の墓の可能性が高い古墳として知られる。

## 概要

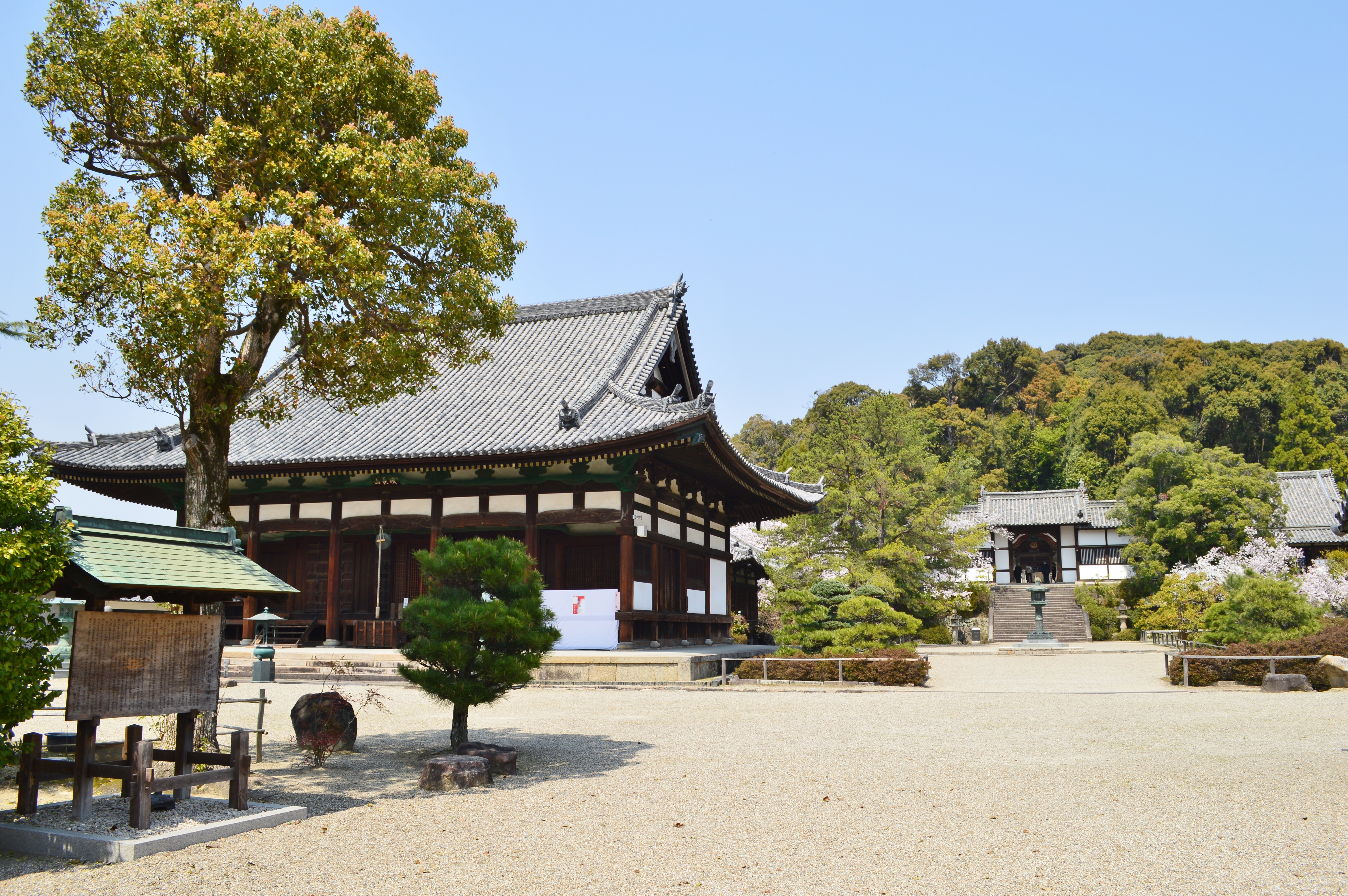
叡福寺金堂と叡福寺北古墳

大阪府南東部、二上山山麓の磯長谷において、北から伸びる丘陵の先端部南斜面に南面して築造された古墳である。一帯では本古墳のほか天皇陵4基などの古墳が築造されており、磯長谷古墳群として認知される。本古墳は叡福寺境内北側に位置し、現在は宮内庁治定の皇族墓として同庁の管理下にあり、同庁による調査が実施されているほか、明治以前の立ち入り可能であった時代に残された絵図等が伝世されている。
墳形は楕円形で、直径は南北約43メートル・東西約53メートルを測る。墳丘は3段築成。墳丘外表で葺石・貼石は認められていない。埋葬施設は横穴式石室で、南方向に開口する。玄室内部には棺を据えた棺台3基が残り、棺台周辺では夾紵棺片の残存も認められている。また後世に加えられた改変として、墳丘裾周囲には「結界石」と称される列石が2重に巡らされているほか、開口部には「御霊屋」と称される唐破風屋根の覆屋が建立されている。
築造時期は、古墳時代終末期・飛鳥時代の7世紀後半頃と推定される。被葬者は、宮内庁では聖徳太子（厩戸皇子、622年薨去）に治定され、考古学的にも厩戸皇子・穴穂部間人皇女（用明天皇皇后、皇子母）・膳部菩岐々美郎女（皇子妃）ら3人の合葬墓（三骨一廟）の可能性が高いと推定される。被葬者が明らかな古墳として、古墳編年における1つの基準として重要視される古墳になる。なお、磯長谷では聖徳太子墓のほか敏達・用明・推古・孝徳天皇陵が伝わっており、これらは「梅鉢御陵」と総称される。

## 遺跡歴
- 嘉禄元年（1225年）以降、中段結界石の列立[6]。
- 貞和4年（1348年）、「太子御廟」に高師泰の兵が乱入・狼藉（『園太暦』[原 1]）[2]。
- 享保19年（1734年）頃以降、下段結界石の列立[4]。
- 寛政2年（1790年）、東本願寺の乗如が石室について記録[2][3]。
- 天保15年（1844年）、御霊屋の建立[4]。
- 1875年（明治8年）、聖徳太子の墓に治定[3]。
- 1879年（明治12年）、宮内省による石室内部調査（『聖徳太子磯長墓実検記』として報告）[3][4]。
- 1999-2002年度（平成11-14年度）、中段結界石の保存処理に伴う事前調査・立会調査（宮内庁書陵部）[6]。
- 2004年度（平成16年度）、下段結界石の銘文調査、御霊屋内の燈籠等の現状調査（宮内庁書陵部）[4]。
- 2005年度（平成17年度）、御霊屋屋根葺替等の工事に伴う棟札調査（宮内庁書陵部）[4]。
- 2007年度（平成19年度）、墳丘地形測量、結界石据え直し工事に伴う立会調査（宮内庁書陵部）[4]。
- 2020年度（令和2年度）、下段結界石据え直し工事に伴う立会調査（宮内庁書陵部、2025年に報告）[7]。
- 2021年度（令和3年度）、下段結界石裏の石積復旧工事に伴う事前調査（宮内庁書陵部、2025年に報告）[7]。
- 2023年度（令和5年度）、石積復旧工事に伴う立会調査（宮内庁書陵部、2025年に報告）[7]。

## 墳丘

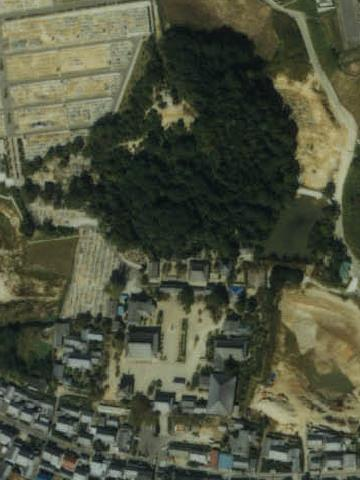
叡福寺北古墳の航空写真
（1985年度）古墳（樹叢南半部）の南側に叡福寺伽藍が立地。。

墳丘について、2007年度（平成19年度）の宮内庁書陵部による測量調査では、楕円形で3段築成とし、直径は南北約43メートル・東西約53メートル、高さは約11メートルを測るとする。1段目・2段目は墳丘を完周せず、1段目は南半部のみとし、2段目は墳丘北側で途切れる。山寄せのため南北に非対称な形状になるが、本来の墳丘南半分は整美な円形であったとされ、正面観としては左右（東西）対称とされる。
墳丘の裾部では後世に碑石が2重に列立されており、内側列石・外側列石はそれぞれ「中段結界石」・「下段結界石」と呼称される。各結界石の詳細は次の通り。
中段結界石
内側の墳丘中腹に巡らされた列石で、448基が確認される。各石は流紋岩質凝灰岩製の方柱状で、高さ約100センチメートル、幅約30センチメートル、奥行約20センチメートルを測る。石の頭部には聖観音を意味する梵字「（サ）」の1字が陰刻される。列立時期については、太子自身が運んだとする伝説や空海の寄進とする伝説がある。宮内庁書陵部による調査では嘉禄元年（1225年）以降の列立の可能性が高いとされ、江戸時代の享保年間（1716-1736年）以降に据え直されたと推定される。
下段結界石
外側の墳丘裾部に巡らされた列石で、478基が確認される。各石は黒雲母花崗岩製で、高さ約140センチメートル、幅約30センチメートルを測り、頭部は山形を成す。石の上段には「」の1字、中段には浄土三部経、下段には施主等の名が刻される。列立時期は詳らかでないが、列石のうち24基では銘文に享保19-宝暦12年（1734-1762年）の間の年紀が認められる。
結界石の形成以前には柵状施設が巡らされたとみられ、『一遍上人絵伝』には柵が描かれるほか、墳丘周囲の調査では柱穴が検出されている。
なお、墳丘上は鎌倉時代以降頃から民墓として利用されたとみられ、宮内庁書陵部による墳丘外表の調査では五輪塔・宝篋印塔・蔵骨器・骨片が認められている。また大量の土師器皿が出土しており、周囲で万灯会のような行事がおこなわれた様子を示唆する。

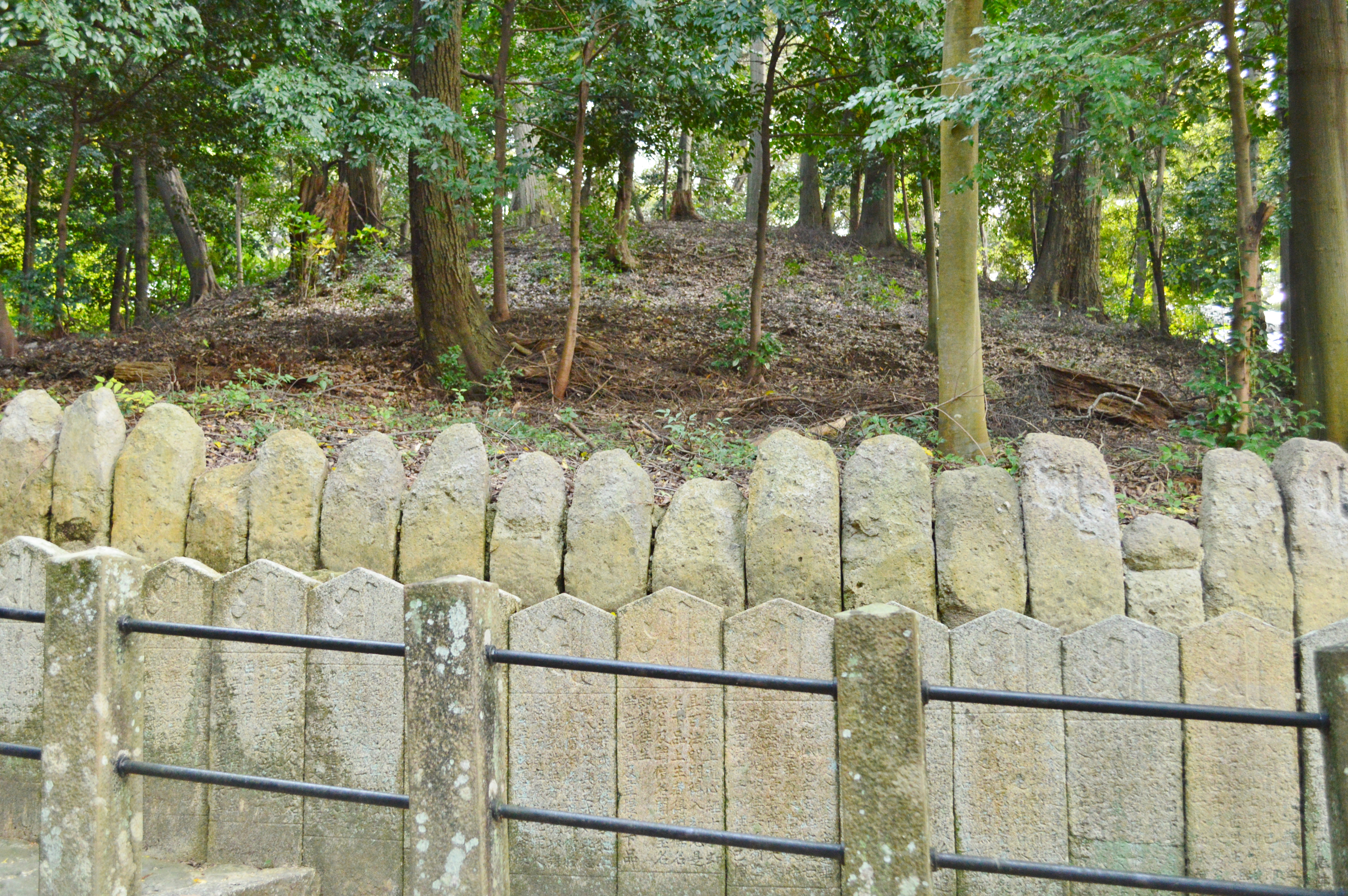
墳丘
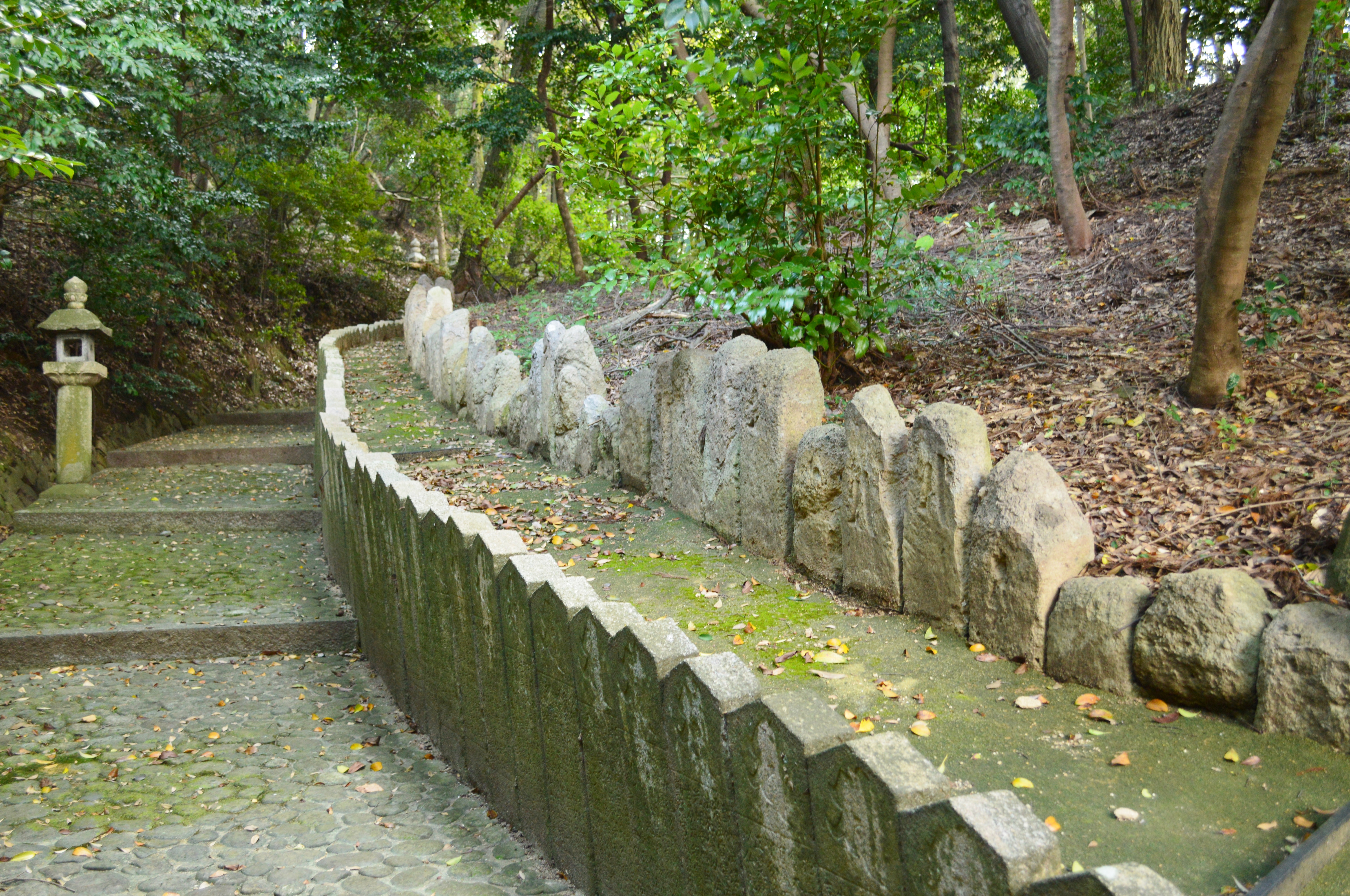
墳丘裾の結界石
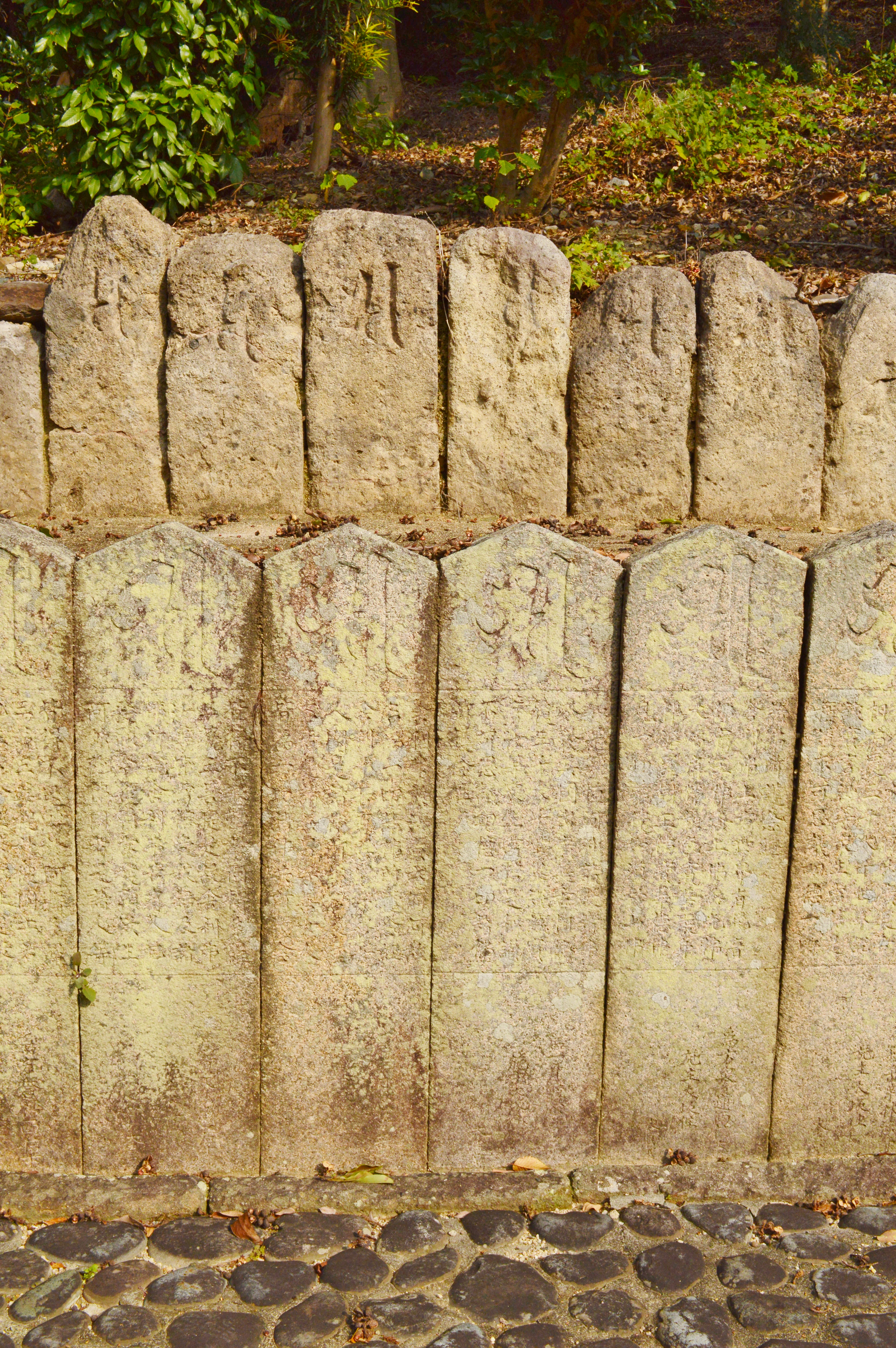
中段結界石（上）と下段結界石（下）
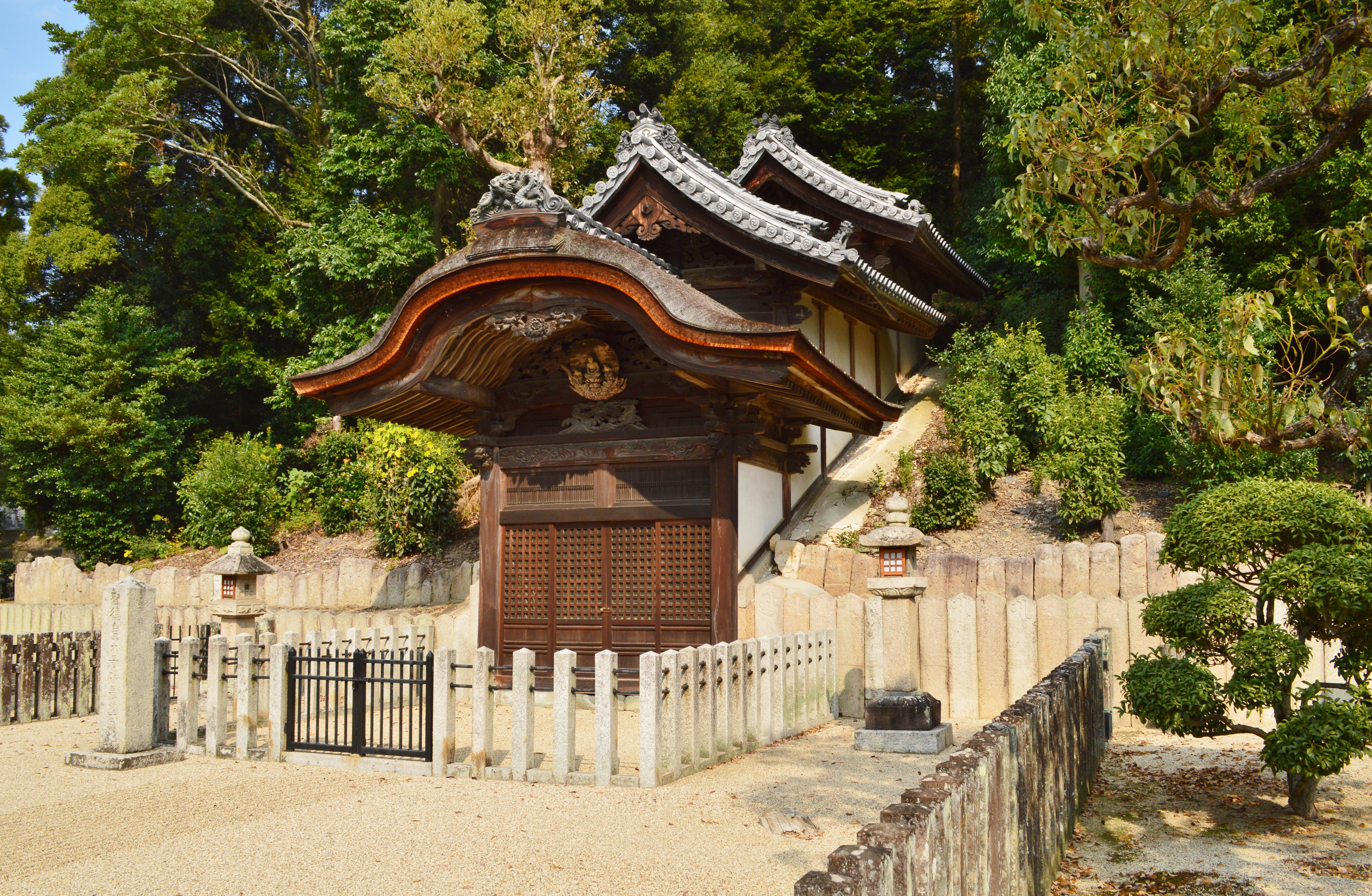
御霊屋
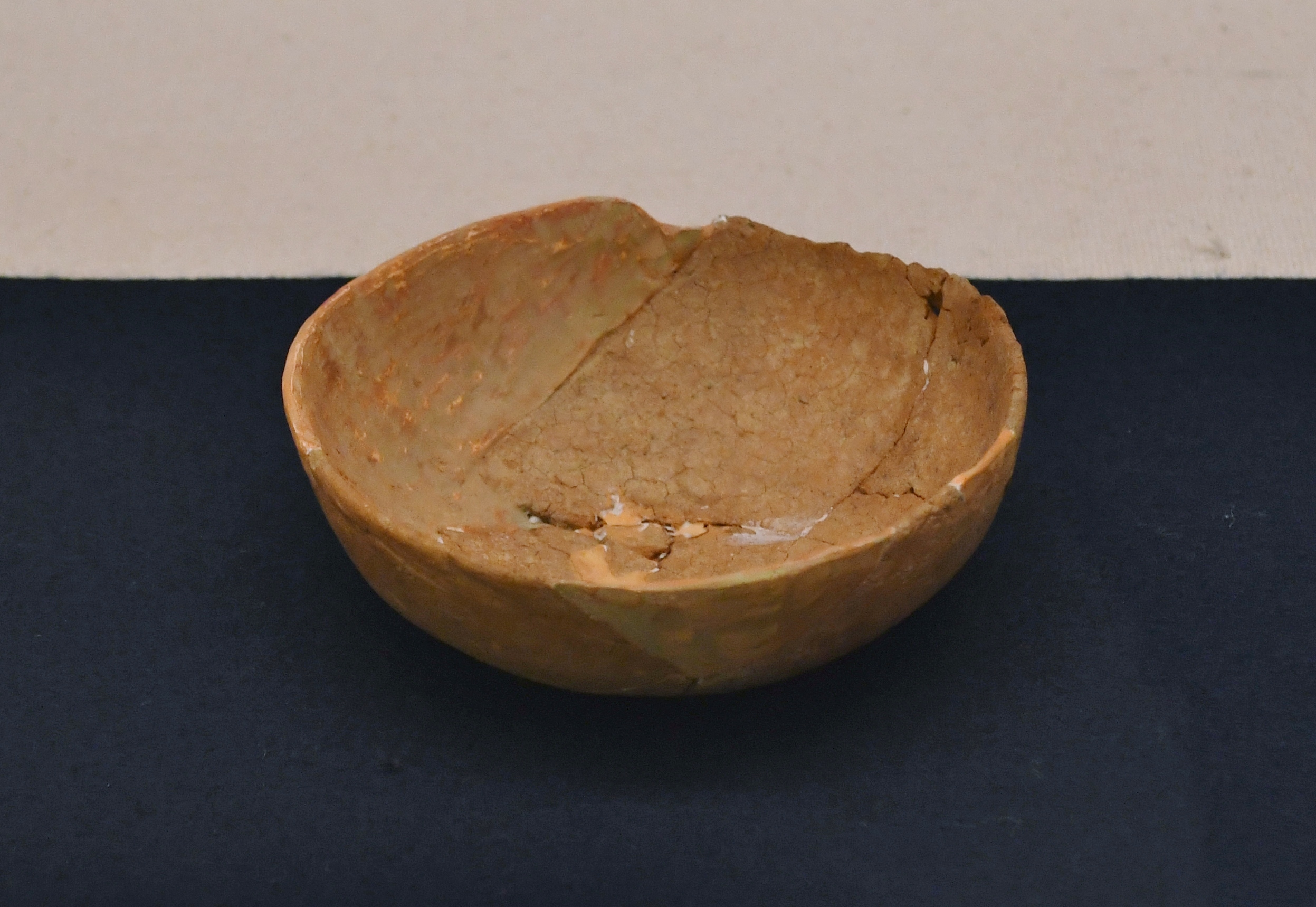
墳丘西端出土 土師器 坏 和歌山県立紀伊風土記の丘企画展示時に撮影。

## 埋葬施設
埋葬施設は横穴式石室で、南方向に開口する。この石室の内部において棺3基の安置が認められる。

### 石室
石室は大型の切石で構築され、玄室・羨道から構成される。現在の石室は閉塞されており内部を詳らかとしないが、中世・近世までは立ち入りが可能であり、記録数点が残されている。宮内庁書陵部では、1879年（明治12年）の立入記録の『聖徳太子磯長墓実検記』と近年の調査結果を合わせて石室規模として次のように推測する。
- 石室全長：14.65メートル以上（東壁）、15.15メートル以上（西壁）
- 玄室
  - 長さ：約5.45メートル（1丈8尺）
  - 幅：約3.03メートル（1丈）
  - 高さ：約3.03メートル（1丈）
- 羨道 - 現在の開口部石が本来の南端石か不明のため全長は未確定。
  - 東壁長さ：9.2メートル以上
  - 西壁長さ：9.7メートル以上
  - 高さ：約1.94メートル（6尺4寸）

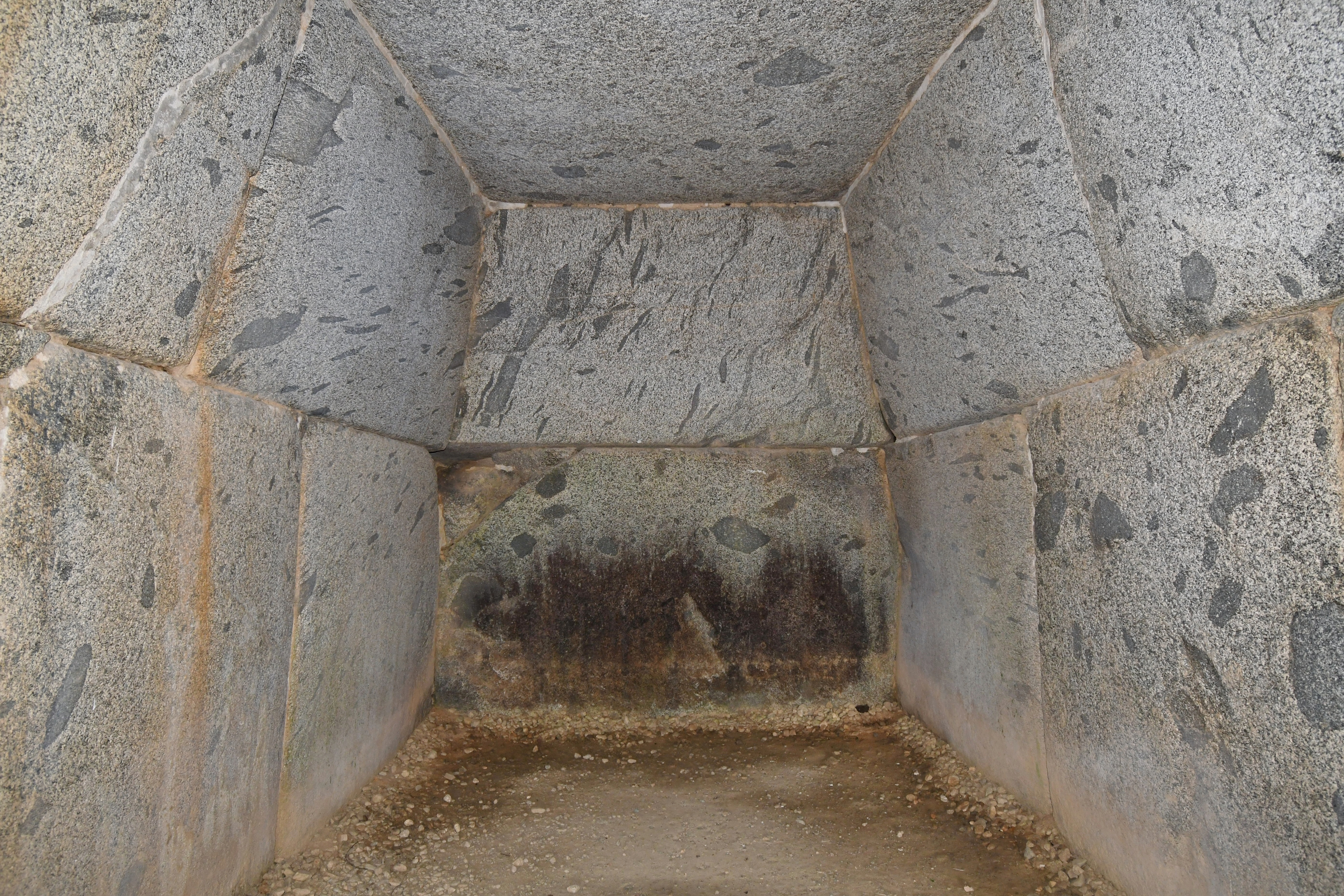
岩屋山古墳石室（参考画像）
（奈良県高市郡明日香村）叡福寺北古墳の石室は、岩屋山古墳石室と同様の構造（岩屋山式石室）とされる。

玄室の側壁は巨石2段積みで構築され、下段は切石3枚、上段は切石2枚の布積みによる。奥壁も2段積みで、それら側壁・奥壁の上に天井石2枚が架けられる。奥壁は墳丘頂部の直下に位置する。羨道の側壁は切石4枚により、その上に天井石3枚が架けられる。以上の石室構造には岩屋山古墳（奈良県高市郡明日香村）との酷似が指摘されるが、この「岩屋山式石室」の年代観としては厩戸皇子の死から下る7世紀後半頃に位置づけられる点が注意される。なお近年では、厩戸皇子の弟の来目皇子（603年死去）の墓の塚穴古墳（羽曳野市）も岩屋山式石室であることが確実視されている。
玄室内では棺台3基が「品」字形に配置され（後述）、棺台周辺では棺片の散乱が認められている。また江戸時代の乗如による絵図では、玄室内の奥棺に金獅子1対、玄室内北西部に井戸・鏡台・日記石の存在が描かれる。なお開口部の覆屋である御霊屋は天保15年（1844年）の建立で、内部には石燈籠1対が建てられている。
大阪府立近つ飛鳥博物館（南河内郡河南町）では、以上の玄室内部の様子が実物大の推定復元模型で展示されている。

### 棺台・棺
前述のように、玄室内には棺台3基が「品」字形に配置される。各棺台の詳細は次の通り。
奥棺台
玄室最奥に位置する。長方形で、長辺は奥壁と平行方向（東西方向）とする。凝灰岩製（推定）の切石で、大きさは長さ2メートル、幅0.76メートル、高さ0.49メートルを測る。側面は半肉彫の格狭間により装飾される（棺台の格狭間文様は近在の御嶺山古墳でも知られる）。上面は0.18メートルほどの深さで掘り窪められ、窪み両端は0.24メートルほどに深くして水抜き孔が穿たれる。この窪みのために棺台でなく刳抜式の石棺身とする説もあるが、棺身としては浅すぎるため、これは棺台が後世に手水鉢に加工されたことによると推測される。被葬者としては、最奥に位置することから、厩戸皇子の母かつ皇子の前年に死去した穴穂部間人皇女と推定される。
東棺台
玄室右手前に位置する。長方形で、奥棺台とは垂直に長辺は南北方向とする。凝灰岩製（推定）の切石で、大きさは長さ2.42メートル、幅1.11メートル、高さ0.61メートルを測る。側面は奥棺台と同様に半肉彫の格狭間により装飾される。被葬者としては、その大きさ（3棺中最大）および配置（奥から見て高位の左側）から厩戸皇子（聖徳太子）と推定されるが、その場合には皇子を正面としない点が注意される。
西棺台
玄室左手前に位置する。長方形で、東棺台と同様に長辺は南北方向とする。凝灰岩製（推定）の切石で、大きさは長さ2.17メートル、幅0.91メートル、高さ0.67メートルを測り、高さは東棺台と共通する。側面は奥棺台と同様に半肉彫の格狭間により装飾される。被葬者としては、膳部菩岐々美郎女（皇子の妃）と推定される。
3棺台の周辺では夾紵棺（きょうちょかん、乾漆棺）片の散乱が認められる。夾紵棺とは、木または土の原型の上に布をあてて、その上に漆を塗っては布を貼るという作業を繰り返して板状に形成された棺のことで、飛鳥時代当時では相当な高位の人物にのみ使用された棺とされる。全国では7基の古墳で使用が認められており、確実なものは牽牛子塚古墳（奈良県高市郡明日香村、真の斉明天皇陵か）と阿武山古墳（大阪府高槻市、藤原鎌足墓か）でのみ知られる。

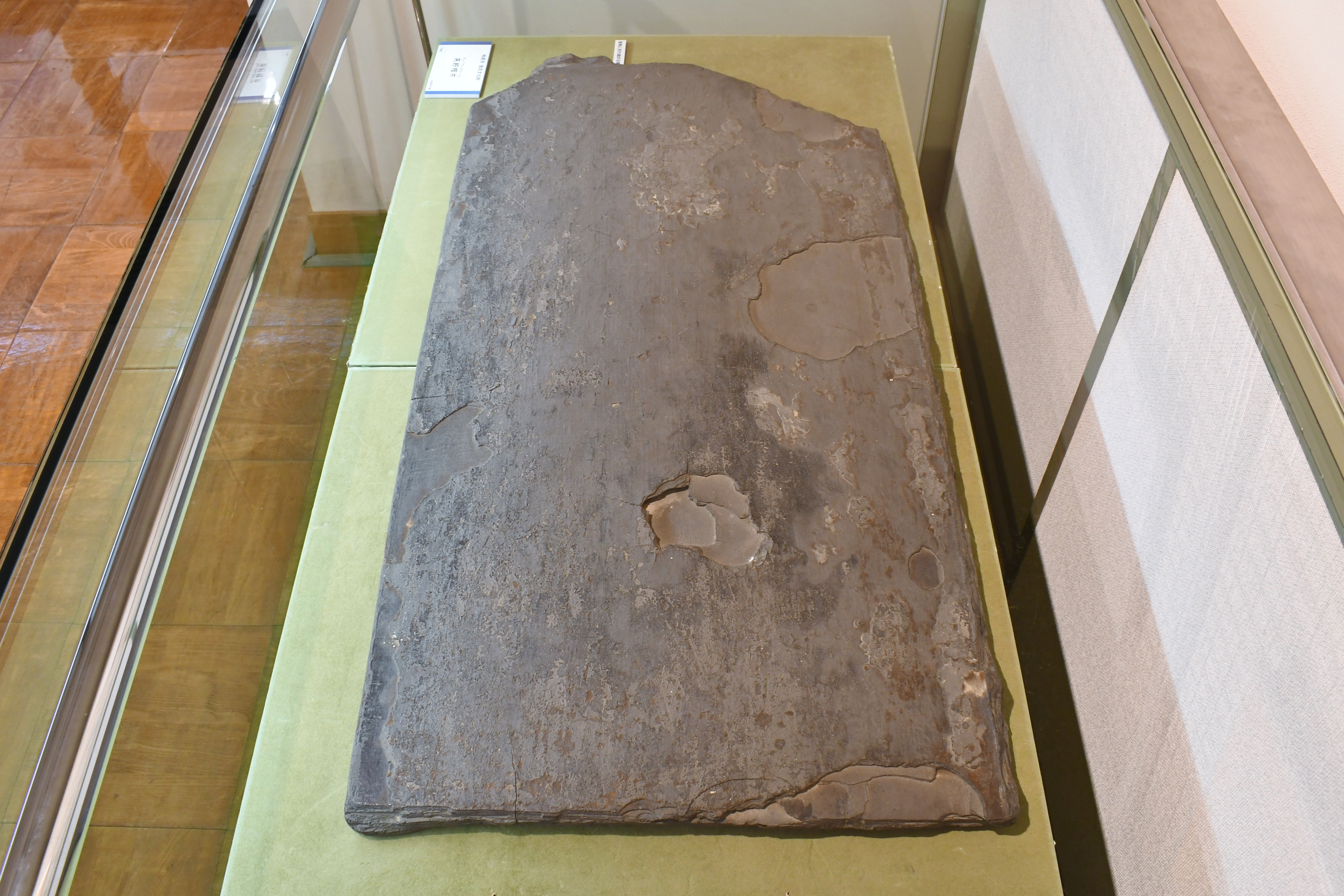
安福寺所蔵 夾紵棺片

叡福寺北古墳の棺の関連遺物としては、安福寺（柏原市）所蔵の夾紵棺片（柏原市指定有形文化財）が知られる。この夾紵棺片は45枚もの絹を重ねて製作されたもので、現在の残存片は長さ94センチメートル、幅47.5センチメートル、厚さ3センチメートル（2センチメートル）を測り、残存縁辺から棺身の小口部分に相当するとされる。安福寺の床の間に飾られていたのが注目されるに至ったもので、安福寺周辺では終末期古墳が知られないため元々安置された古墳は詳らかでない。安福寺は叡福寺北古墳から北方数キロメートルと離れて位置するが、夾紵棺片に高級な絹布が使用された点（牽牛子塚古墳棺・阿武山古墳棺は麻布）、推定棺が叡福寺北古墳の東棺台の幅（1.11メートル）に収まる点、江戸期の安福寺と叡福寺の交流の点などから、厩戸皇子の棺の可能性があるとして注目されている。

## 被葬者

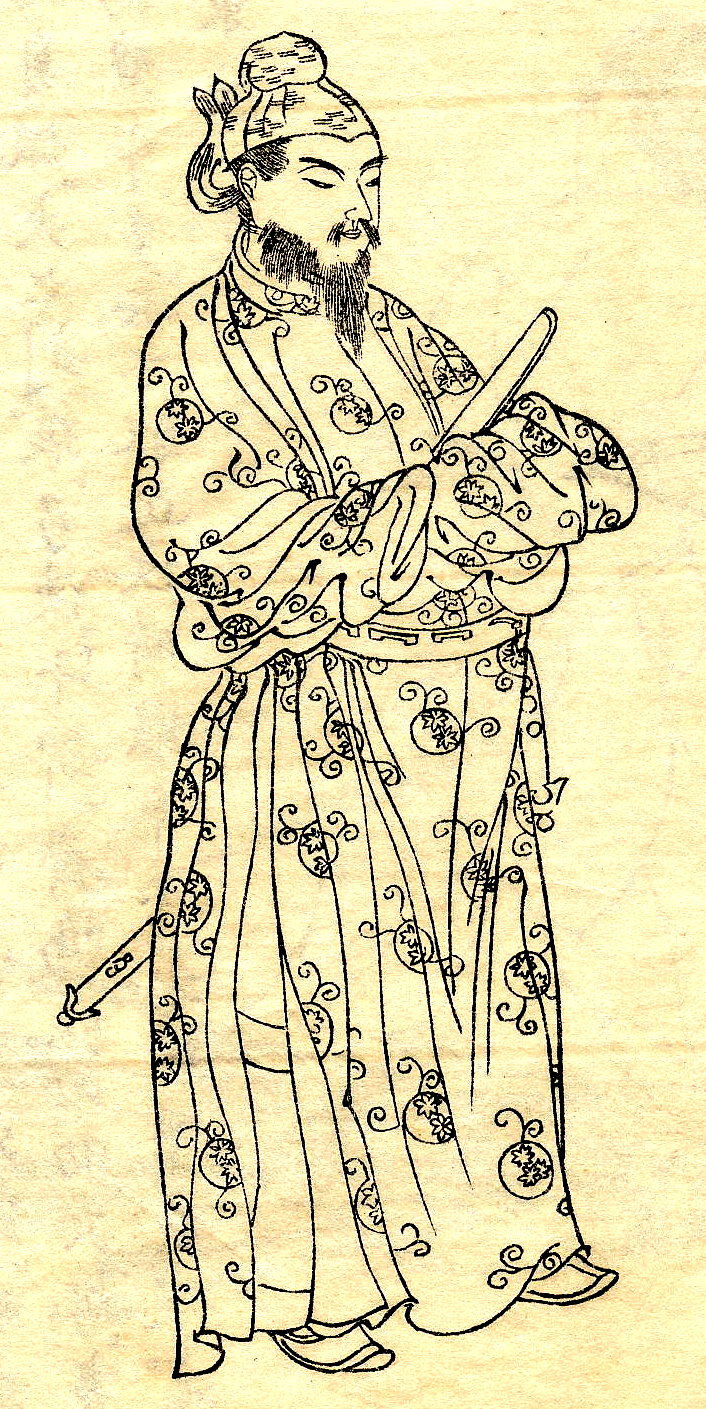
厩戸皇子（聖徳太子）菊池容斎『前賢故実』。

叡福寺北古墳について、宮内庁では第31代用明天皇皇子・第33代推古天皇皇太子の聖徳太子（厩戸皇子）の墓に治定している。考古学的にも厩戸皇子の墓の可能性は高いとされるが、棺3基が認められることから、厩戸皇子に加えて皇子と同時期に亡くなった穴穂部間人皇女（用明天皇皇后で皇子母）・膳部菩岐々美郎女（皇子妃）ら3人の合葬墓（三骨一廟）とする説が有力視される。
文献で知られる厩戸皇子の死に係る出来事は次の通り。
- 推古天皇29年（621年）12月21日、穴穂部間人皇女の崩御。
注）天寿国繡帳・『上宮聖徳法王帝説』による。法隆寺金堂釈迦三尊像光背銘では12月の崩御とする。
- 推古天皇30年（622年）2月21日、膳部菩岐々美郎女の薨去。
注）法隆寺金堂釈迦三尊像光背銘・『上宮聖徳法王帝説』による。
- 推古天皇30年（622年）2月22日、厩戸皇子（聖徳太子）の薨去。
注）法隆寺金堂釈迦三尊像光背銘・天寿国繡帳・『上宮聖徳法王帝説』による。『日本書紀』[原 2]では推古天皇29年（621年）2月5日の薨去とする。

厩戸皇子の墓について、『日本書紀』では「磯長陵（しながのみささぎ）」に葬ったと見えるが、合葬の旨の記載はない。『延喜式』諸陵寮では遠墓の「磯長墓」として記載され、河内国石川郡の所在で、兆域は東西3町・南北2町で守戸3烟を毎年あてるとするが、こちらにも合葬の旨の記載はない。同書では母の穴穂部間人皇女の墓についても大和国平群郡所在の「龍田清水墓」として記載される点が注意される（比定には異説もある）。その後も、厩戸皇子が早い段階から神聖視された関係で伝承が途切れることなく護られており、他の陵墓とは異なり現在でも皇子の墓の可能性は高いとされる。しかしながら、前述のように石室の年代観としては皇子の死から半世紀下る7世紀後半頃に位置づけられる点等に問題点を残し、これについて天武天皇期の改修・改葬を推測する説等が挙げられている。
なお叡福寺北古墳を包摂する叡福寺は、寺伝では推古天皇による聖徳太子墓守護のための開基で、神亀元年（724年）に聖武天皇の勅願によって伽藍が整備されたという。寺伝の史実性は詳らかとしないが（飛鳥時代・奈良時代の寺院系遺物・遺構は検出されていない）、正面に叡福寺北古墳を据える伽藍配置であり、この点でも厩戸皇子を祀るため建立された寺院であることが認められる。
以上のほか、聖徳太子伝記のうち『上宮聖徳太子伝補闕記』では、推古天皇27年（619年）にはすでに皇子自ら当地に墓所を築いていたとする。
|      |      |      |      |      |      | 石姫 （太子西山古墳）          | 石姫 （太子西山古墳）          | 石姫 （太子西山古墳）          | 石姫 （太子西山古墳）          | 石姫 （太子西山古墳）          | 石姫 （太子西山古墳）          |                              |                              |                              |                              |                              |                              |                           |                           |                           |                           |                           |                           |                              |                              |                              |                              |                                  |                                  |                                  |                                  |                                  |                                  |                              |                              | 29 欽明                   | 29 欽明                   | 29 欽明                   | 29 欽明                   | 29 欽明                   | 29 欽明                   |                                 |                                 |                                 |                                 |                                 |                                 | ［蘇我氏］ 小姉君 | ［蘇我氏］ 小姉君 | ［蘇我氏］ 小姉君 | ［蘇我氏］ 小姉君 | ［蘇我氏］ 小姉君 | ［蘇我氏］ 小姉君 |
|      |      |      |      |      |      | 石姫 （太子西山古墳）          | 石姫 （太子西山古墳）          | 石姫 （太子西山古墳）          | 石姫 （太子西山古墳）          | 石姫 （太子西山古墳）          | 石姫 （太子西山古墳）          |                              |                              |                              |                              |                              |                              |                           |                           |                           |                           |                           |                           |                              |                              |                              |                              |                                  |                                  |                                  |                                  |                                  |                                  |                              |                              | 29 欽明                   | 29 欽明                   | 29 欽明                   | 29 欽明                   | 29 欽明                   | 29 欽明                   |                                 |                                 |                                 |                                 |                                 |                                 | ［蘇我氏］ 小姉君 | ［蘇我氏］ 小姉君 | ［蘇我氏］ 小姉君 | ［蘇我氏］ 小姉君 | ［蘇我氏］ 小姉君 | ［蘇我氏］ 小姉君 |
|      |      |      |      |      |      |                                |                                |                                |                                |                                |                                |                              |                              |                              |                              |                              |                              |                           |                           |                           |                           |                           |                           | ［蘇我氏］ 堅塩媛            | ［蘇我氏］ 堅塩媛            | ［蘇我氏］ 堅塩媛            | ［蘇我氏］ 堅塩媛            | ［蘇我氏］ 堅塩媛                | ［蘇我氏］ 堅塩媛                |                                  |                                  |                                  |                                  |                              |                              | 天皇                      | 天皇                      | 天皇                      | 天皇                      | 天皇                      | 天皇                      |                                 |                                 |                                 |                                 |                                 |                                 |                   |                   |                   |                   |                   |                   |
|      |      |      |      |      |      |                                |                                |                                |                                |                                |                                |                              |                              |                              |                              |                              |                              |                           |                           |                           |                           |                           |                           | ［蘇我氏］ 堅塩媛            | ［蘇我氏］ 堅塩媛            | ［蘇我氏］ 堅塩媛            | ［蘇我氏］ 堅塩媛            | ［蘇我氏］ 堅塩媛                | ［蘇我氏］ 堅塩媛                |                                  |                                  |                                  |                                  |                              |                              | 天皇                      | 天皇                      | 天皇                      | 天皇                      | 天皇                      | 天皇                      |                                 |                                 |                                 |                                 |                                 |                                 |                   |                   |                   |                   |                   |                   |
|      |      |      |      |      |      |                                |                                |                                |                                |                                |                                |                              |                              |                              |                              |                              |                              |                           |                           |                           |                           |                           |                           |                              |                              |                              |                              |                                  |                                  |                                  |                                  |                                  |                                  |                              |                              |                           |                           |                           |                           |                           |                           |                                 |                                 |                                 |                                 |                                 |                                 |                   |                   |                   |                   |                   |                   |
|      |      |      |      |      |      |                                |                                |                                |                                |                                |                                |                              |                              |                              |                              |                              |                              |                           |                           |                           |                           |                           |                           |                              |                              |                              |                              |                                  |                                  |                                  |                                  |                                  |                                  |                              |                              |                           |                           |                           |                           |                           |                           |                                 |                                 |                                 |                                 |                                 |                                 |                   |                   |                   |                   |                   |                   |
| 広姫 | 広姫 | 広姫 | 広姫 | 広姫 | 広姫 |                                |                                |                                |                                |                                |                                | 30 敏達天皇 （太子西山古墳） | 30 敏達天皇 （太子西山古墳） | 30 敏達天皇 （太子西山古墳） | 30 敏達天皇 （太子西山古墳） | 30 敏達天皇 （太子西山古墳） | 30 敏達天皇 （太子西山古墳） |                           |                           |                           |                           |                           |                           | 33 推古天皇 （山田高塚古墳） | 33 推古天皇 （山田高塚古墳） | 33 推古天皇 （山田高塚古墳） | 33 推古天皇 （山田高塚古墳） | 33 推古天皇 （山田高塚古墳）     | 33 推古天皇 （山田高塚古墳）     | 31 用明天皇 （春日向山古墳）     | 31 用明天皇 （春日向山古墳）     | 31 用明天皇 （春日向山古墳）     | 31 用明天皇 （春日向山古墳）     | 31 用明天皇 （春日向山古墳） | 31 用明天皇 （春日向山古墳） |                           |                           |                           |                           |                           |                           | 穴穂部間人皇女 （叡福寺北古墳） | 穴穂部間人皇女 （叡福寺北古墳） | 穴穂部間人皇女 （叡福寺北古墳） | 穴穂部間人皇女 （叡福寺北古墳） | 穴穂部間人皇女 （叡福寺北古墳） | 穴穂部間人皇女 （叡福寺北古墳） | 32 崇峻天皇       | 32 崇峻天皇       | 32 崇峻天皇       | 32 崇峻天皇       | 32 崇峻天皇       | 32 崇峻天皇       |
| 広姫 | 広姫 | 広姫 | 広姫 | 広姫 | 広姫 |                                |                                |                                |                                |                                |                                | 30 敏達天皇 （太子西山古墳） | 30 敏達天皇 （太子西山古墳） | 30 敏達天皇 （太子西山古墳） | 30 敏達天皇 （太子西山古墳） | 30 敏達天皇 （太子西山古墳） | 30 敏達天皇 （太子西山古墳） |                           |                           |                           |                           |                           |                           | 33 推古天皇 （山田高塚古墳） | 33 推古天皇 （山田高塚古墳） | 33 推古天皇 （山田高塚古墳） | 33 推古天皇 （山田高塚古墳） | 33 推古天皇 （山田高塚古墳）     | 33 推古天皇 （山田高塚古墳）     | 31 用明天皇 （春日向山古墳）     | 31 用明天皇 （春日向山古墳）     | 31 用明天皇 （春日向山古墳）     | 31 用明天皇 （春日向山古墳）     | 31 用明天皇 （春日向山古墳） | 31 用明天皇 （春日向山古墳） |                           |                           |                           |                           |                           |                           | 穴穂部間人皇女 （叡福寺北古墳） | 穴穂部間人皇女 （叡福寺北古墳） | 穴穂部間人皇女 （叡福寺北古墳） | 穴穂部間人皇女 （叡福寺北古墳） | 穴穂部間人皇女 （叡福寺北古墳） | 穴穂部間人皇女 （叡福寺北古墳） | 32 崇峻天皇       | 32 崇峻天皇       | 32 崇峻天皇       | 32 崇峻天皇       | 32 崇峻天皇       | 32 崇峻天皇       |
|      |      |      |      |      |      |                                |                                |                                |                                |                                |                                |                              |                              |                              |                              |                              |                              |                           |                           |                           |                           |                           |                           |                              |                              |                              |                              |                                  |                                  |                                  |                                  |                                  |                                  |                              |                              |                           |                           |                           |                           |                           |                           |                                 |                                 |                                 |                                 |                                 |                                 |                   |                   |                   |                   |                   |                   |
|      |      |      |      |      |      | 押坂彦人大兄皇子               | 押坂彦人大兄皇子               | 押坂彦人大兄皇子               | 押坂彦人大兄皇子               | 押坂彦人大兄皇子               | 押坂彦人大兄皇子               |                              |                              |                              |                              |                              |                              | 竹田皇子 （山田高塚古墳） | 竹田皇子 （山田高塚古墳） | 竹田皇子 （山田高塚古墳） | 竹田皇子 （山田高塚古墳） | 竹田皇子 （山田高塚古墳） | 竹田皇子 （山田高塚古墳） |                              |                              |                              |                              | ［膳氏］ 膳郎女 （叡福寺北古墳） | ［膳氏］ 膳郎女 （叡福寺北古墳） | ［膳氏］ 膳郎女 （叡福寺北古墳） | ［膳氏］ 膳郎女 （叡福寺北古墳） | ［膳氏］ 膳郎女 （叡福寺北古墳） | ［膳氏］ 膳郎女 （叡福寺北古墳） |                              |                              | 聖徳太子 （叡福寺北古墳） | 聖徳太子 （叡福寺北古墳） | 聖徳太子 （叡福寺北古墳） | 聖徳太子 （叡福寺北古墳） | 聖徳太子 （叡福寺北古墳） | 聖徳太子 （叡福寺北古墳） |                                 |                                 |                                 |                                 |                                 |                                 |                   |                   |                   |                   |                   |                   |
|      |      |      |      |      |      | 押坂彦人大兄皇子               | 押坂彦人大兄皇子               | 押坂彦人大兄皇子               | 押坂彦人大兄皇子               | 押坂彦人大兄皇子               | 押坂彦人大兄皇子               |                              |                              |                              |                              |                              |                              | 竹田皇子 （山田高塚古墳） | 竹田皇子 （山田高塚古墳） | 竹田皇子 （山田高塚古墳） | 竹田皇子 （山田高塚古墳） | 竹田皇子 （山田高塚古墳） | 竹田皇子 （山田高塚古墳） |                              |                              |                              |                              | ［膳氏］ 膳郎女 （叡福寺北古墳） | ［膳氏］ 膳郎女 （叡福寺北古墳） | ［膳氏］ 膳郎女 （叡福寺北古墳） | ［膳氏］ 膳郎女 （叡福寺北古墳） | ［膳氏］ 膳郎女 （叡福寺北古墳） | ［膳氏］ 膳郎女 （叡福寺北古墳） |                              |                              | 聖徳太子 （叡福寺北古墳） | 聖徳太子 （叡福寺北古墳） | 聖徳太子 （叡福寺北古墳） | 聖徳太子 （叡福寺北古墳） | 聖徳太子 （叡福寺北古墳） | 聖徳太子 （叡福寺北古墳） |                                 |                                 |                                 |                                 |                                 |                                 |                   |                   |                   |                   |                   |                   |
|      |      |      |      |      |      |                                |                                |                                |                                |                                |                                |                              |                              |                              |                              |                              |                              |                           |                           |                           |                           |                           |                           |                              |                              |                              |                              |                                  |                                  |                                  |                                  |                                  |                                  |                              |                              |                           |                           |                           |                           |                           |                           |                                 |                                 |                                 |                                 |                                 |                                 |                   |                   |                   |                   |                   |                   |
|      |      |      |      |      |      |                                |                                |                                |                                |                                |                                |                              |                              |                              |                              |                              |                              |                           |                           |                           |                           |                           |                           |                              |                              |                              |                              |                                  |                                  |                                  |                                  |                                  |                                  |                              |                              |                           |                           |                           |                           |                           |                           |                                 |                                 |                                 |                                 |                                 |                                 |                   |                   |                   |                   |                   |                   |
|      |      |      |      |      |      | 茅渟王                         |                                |                                |                                |                                |                                |                              |                              |                              |                              |                              |                              |                           |                           |                           |                           |                           |                           |                              |                              |                              |                              |                                  |                                  |                                  |                                  |                                  |                                  |                              |                              |                           |                           |                           |                           |                           |                           |                                 |                                 |                                 |                                 |                                 |                                 |                   |                   |                   |                   |                   |                   |
|      |      |      |      |      |      |                                |                                |                                |                                |                                |                                |                              |                              |                              |                              |                              |                              |                           |                           |                           |                           |                           |                           |                              |                              |                              |                              |                                  |                                  |                                  |                                  |                                  |                                  |                              |                              |                           |                           |                           |                           |                           |                           |                                 |                                 |                                 |                                 |                                 |                                 |                   |                   |                   |                   |                   |                   |
|      |      |      |      |      |      |                                |                                |                                |                                |                                |                                |                              |                              |                              |                              |                              |                              |                           |                           |                           |                           |                           |                           |                              |                              |                              |                              |                                  |                                  |                                  |                                  |                                  |                                  |                              |                              |                           |                           |                           |                           |                           |                           |                                 |                                 |                                 |                                 |                                 |                                 |                   |                   |                   |                   |                   |                   |
|      |      |      |      |      |      | 36 孝徳天皇 （山田上ノ山古墳） | 36 孝徳天皇 （山田上ノ山古墳） | 36 孝徳天皇 （山田上ノ山古墳） | 36 孝徳天皇 （山田上ノ山古墳） | 36 孝徳天皇 （山田上ノ山古墳） | 36 孝徳天皇 （山田上ノ山古墳） | 35 皇極天皇 / 37 斉明天皇    | 35 皇極天皇 / 37 斉明天皇    | 35 皇極天皇 / 37 斉明天皇    | 35 皇極天皇 / 37 斉明天皇    | 35 皇極天皇 / 37 斉明天皇    | 35 皇極天皇 / 37 斉明天皇    |                           |                           | 34 舒明天皇               | 34 舒明天皇               | 34 舒明天皇               | 34 舒明天皇               | 34 舒明天皇                  | 34 舒明天皇                  |                              |                              |                                  |                                  |                                  |                                  |                                  |                                  |                              |                              |                           |                           |                           |                           |                           |                           |                                 |                                 |                                 |                                 |                                 |                                 |                   |                   |                   |                   |                   |                   |
|      |      |      |      |      |      | 36 孝徳天皇 （山田上ノ山古墳） | 36 孝徳天皇 （山田上ノ山古墳） | 36 孝徳天皇 （山田上ノ山古墳） | 36 孝徳天皇 （山田上ノ山古墳） | 36 孝徳天皇 （山田上ノ山古墳） | 36 孝徳天皇 （山田上ノ山古墳） | 35 皇極天皇 / 37 斉明天皇    | 35 皇極天皇 / 37 斉明天皇    | 35 皇極天皇 / 37 斉明天皇    | 35 皇極天皇 / 37 斉明天皇    | 35 皇極天皇 / 37 斉明天皇    | 35 皇極天皇 / 37 斉明天皇    |                           |                           | 34 舒明天皇               | 34 舒明天皇               | 34 舒明天皇               | 34 舒明天皇               | 34 舒明天皇                  | 34 舒明天皇                  |                              |                              |                                  |                                  |                                  |                                  |                                  |                                  |                              |                              |                           |                           |                           |                           |                           |                           |                                 |                                 |                                 |                                 |                                 |                                 |                   |                   |                   |                   |                   |                   |

## 現地情報
所在地
- 大阪府南河内郡太子町大字太子（叡福寺境内）

交通アクセス
- バス：喜志駅（近鉄長野線）から4市町村コミバス（近鉄バス）喜志循環線62・63番、または上ノ太子駅（近鉄南大阪線）から「たいしのってこバス」（コミュニティバス）
  - いずれも「聖徳太子御廟前」バス停下車（下車後徒歩3分）[15]

関連施設
- 大阪府立近つ飛鳥博物館（南河内郡河南町） - 叡福寺北古墳の玄室内部の推定模型（実物大）を展示。
- 太子町立竹内街道歴史資料館（太子町山田） - 叡福寺北古墳の石室の推定模型を展示。

周辺
- 磯長谷古墳群
  - 敏達天皇 河内磯長中尾陵・欽明天皇皇后石姫皇女 磯長原陵（太子西山古墳）
  - 用明天皇 河内磯長原陵（春日向山古墳）
  - 推古天皇 磯長山田陵・敏達天皇皇子 竹田皇子墓（山田高塚古墳）
  - 孝徳天皇 大阪磯長陵（山田上ノ山古墳）